# Noordse waterjuffer
De noordse waterjuffer (Coenagrion johanssoni) is een libellensoort uit de familie van de waterjuffers (Coenagrionidae).
De wetenschappelijke naam van de soort werd als Agrion johanssoni in 1894 gepubliceerd door Hans Daniel Johan Wallengren. De Nederlandstalige naam is ontleend aan Libellen van Europa.

## Synoniemen
- Agrion concinnum Johansson, 1859
- Agrion convalescens Bartenev, 1914
- Agrion concinnum bartenevi Belyshev, 1955
- Agrion amurensis Bartenev, 1956
- Coenagrion bifurcatum Zhu & Ou-Yan, 2000